# Antero Leal Marques
Antero Augusto Leal Marques (Sobral da Lagoa, Óbidos, 19 de Junho de 1880 - 1969) foi chefe de gabinete de Oliveira Salazar entre 27 de Abril de 1928 (data da tomada de posse de Salazar como ministro das finanças) e 28 de Agosto de 1940, sendo um dos colaborados mais próximos de Salazar na sua primeira década de poder, acompanhando-o desde o ministério das finanças até à presidência do conselho de ministros.
Entre 1930 e 1941 foi Inspector-Geral de Finanças.

## Biografia
Antero Leal Marques nasceu em Sobral da Lagoa, Óbidos, no dia 19 de Junho de 1880, filho de Amélia Augusta da Gama Leal Marques e de Joaquim Marques Coelho Ferreira. Aos 22 anos, em 1902, casa-se com Maria Emília Pereira Soares, com quem tem uma filha, Maria Luísa Soares Marques.
Era irmão de Ernesto Marques da Gama (1883 - 1961), director-geral do Tribunal de Contas de 31 de Julho de 1937 a 1 de Setembro de 1953.
Aquando da formação do primeiro governo de Salazar, Antero Leal Marques escreveu um pequeno diário de 64 páginas que relata a formação deste governo, que se deu em Julho de 1932.
Como chefe de gabinete, envolveu-se em diversos momentos na carreira politica e governativa de Oliveira Salazar, seja como colaborador ou auxiliando na redacção do texto da primeira entrevista de Salazar a Armando Boaventura.

## Condecorações
Ao longo da sua vida, recebeu as seguintes condecorações:
- Comendador da Ordem Militar de Cristo, de Portugal, a 15 de Abril de 1930;
- Grande Oficial da Ordem Militar de Cristo, de Portugal, a 1 de Janeiro de 1934;
- Comendador da Ordem Nacional do Cruzeiro do Sul, do Brasil, a 27 de Março de 1934;
- Placa da Ordem da República, da Espanha, a 30 de Abril de 1935;
- Grande Oficial da Ordem de Leopoldo II, da Bélgica;
- Grã-Cruz da Ordem da Águia Alemã, da Alemanha.